# NGC 5038
NGC 5038 (również PGC 46081) – galaktyka soczewkowata (S0), znajdująca się w gwiazdozbiorze Panny. Odkrył ją Edward Singleton Holden 28 maja 1881 roku.
W galaktyce tej zaobserwowano supernową SN 2008cd.